# Șevcenkî, Lohvîțea
Șevcenkî (în ucraineană Шевченки) este un sat în comuna Piskî din raionul Lohvîțea, regiunea Poltava, Ucraina.

## Demografie
Componența lingvistică a localității Șevcenkî
     Ucraineană (91,92%)
     Rusă (8,08%)
Conform recensământului din 2001, majoritatea populației localității Șevcenkî era vorbitoare de ucraineană (91,92%), existând în minoritate și vorbitori de rusă (8,08%).